# テナー・マッドネス
テナー・マッドネス（Tenor Madness）は、ジャズ・サックス奏者ソニー・ロリンズが1956年に制作・発表したアルバム。

## 解説
マイルス・デイヴィスの第一期クインテットのメンバーと共に制作したアルバム。本作レコーディングのわずか13日前、マイルスのクインテットは有名な「マラソン・セッション」を行い、1日で10曲以上録音したばかりだった。各メンバーとも、とても乗っていた時期の演奏と言える。なお、ドラマーのフィリー・ジョー・ジョーンズとは、翌年にもアルバム『ニュークス・タイム』で共演した。
「テナー・マッドネス」は、ブルースの形式を取り入れ、各メンバーのソロを前面に押し出した曲で、当時やはりマイルスのクインテットに在籍していたジョン・コルトレーンがゲスト参加。ロリンズとコルトレーンは、担当楽器が同じテナー・サックスということもあって共演の機会は少なく、公式なレコーディングではこの曲だけなので、貴重なセッションとされる。

## 収録曲
1. テナー・マッドネス - Tenor Madness（Sonny Rollins）
2. 恋人が行ってしまったら - When Your Lover Has Gone（Einar A. Swan）
3. ポールズ・パル - Paul's Pal（S. Rollins）
4. マイ・レヴェリー - My Reverie（Claude Debussy, Larry Clinton）
5. 世界一美しい娘 - The Most Beautiful Girl In The World（Lorenz Hart, Richard Rodgers）

## 演奏メンバー
- ソニー・ロリンズ - テナー・サックス
- ジョン・コルトレーン - テナー・サックス（on 1.）
- レッド・ガーランド - ピアノ
- ポール・チェンバース - ベース
- フィリー・ジョー・ジョーンズ - ドラム